# Réseau VDI
 (janvier 2019).
Si vous disposez d'ouvrages ou d'articles de référence ou si vous connaissez des sites web de qualité traitant du thème abordé ici, merci de compléter l'article en donnant les références utiles à sa vérifiabilité et en les liant à la section « Notes et références ».
Un réseau VDI (Voix, Données, Images) est un réseau électrique utilisant les courants faibles (basse voire très basse intensité). Il comprend des modules de brassage permettant de gérer toutes les connexions réseau à courant faible dans un seul tableau et de les distribuer dans les bâtiments, par des prises RJ45. Il permet ainsi de faire circuler, entre autres, des signaux téléphoniques, Internet, TV, et réseau informatique local. 

## Norme
En France, depuis 2010, législation  s'appuie sur la norme NF C 15-100 et impose l’installation d’un coffret VDI dans tous les logements neufs avec la présence d’une prise RJ45 au minimum par pièce principale (salon, chambre…) ou de deux prises s’il s’agit d’un studio. Celui-ci doit être placé dans la GTL (Gaine Technique du Logement) aux côtés du tableau électrique.